# La Grande-Motte
La Grande-Motte es una comuna francesa, situada en el departamento de Hérault, de la región de Occitania.

## Demografía
| 40 | 56 | 2 165 | 3 939 | 5 016 | 6 458 | 8 246 | 8 629 | 8 820 |
| Para los censos de 1962 a 1999 la población legal corresponde a la población sin duplicidades (Fuente: INSEE [Consultar]) |    |       |       |       |       |       |       |       |

## Arquitectura
Entre los años 1960 y 1975, sobre terreno virgen de dunas frente al mar, irrigado de manera artificial para generar un paisaje verde, se levanta la ciudad turística de La Grande Motte. El arquitecto Jean Balladur se inspiró para su proyecto urbano arquitectónico, en las pirámides precolombinas de Teotihuacán (México) y en la arquitectura moderna de Brasil, especialmente en las obras del arquitecto Oscar Niemeyer. Sobre una superficie básica de 750 hectáreas que incluía 450 hectáreas de tierra y el estanque de 300 hectáreas, desarrolló el plan maestro para la estación balnearia, y la planificación de los asentamientos, definió los principios de aplicación y plantillas con indicaciones para cada lote. Sectorizó la urbanización en zonas de cámpines, la villa, la marina, el parque de la ciudad. El paisajista Pierre Pillet colaboró en el proyecto, eligiendo especies vegetales resistentes al clima costero.
Jean Balladur imaginó una ciudad verde. También proyectó que los estacionamientos no estuvieran a más de 600 metros de la costa para que fuese posible ir andando hasta la playa sin tener que utilizar el coche.
El proyecto incorporó grandes espacios abiertos rodeando las pirámides. Plazas y espacios verdes, y servicios deportivos y de esparcimiento, conformarían la nueva ciudad. Playas públicas y privadas, marina y deportes náuticos, complementan las actividades. El palacio de congresos y conferencias, el casino y la iglesia de San Agustín también son hitos del lugar.
Materiales de la arquitectura:
- Se incorpora la utilización de hormigón armado para todas las construcciones, por su plasticidad, resistencia y economía.
- Los parasoles de figuras geométricas individualizan a cada edificio. Se construyen en hormigón armado sobre las fachadas, en absolutamente todos los edificios en propiedad horizontal, sean o no pirámides. Este complemento de parasoles funciona como un plano escenográfico de fachadas, ya que detrás de la geometría, las carpinterías mantienen su forma ortogonal, seriadas y estándar.
- Revestimiento color blanco en toda la urbanización.

La Ciudad Turística de La Grande Motte, fue declarada  Patrimonio siglo XX por la Comisión Regional de Patrimonio y Sitios (CRPS) 19/01/2010. Francia.

## Hermanamientos
- Hoyo de Manzanares, España
- Hornsea, Inglaterra